# Pierwiosnek wyniosły

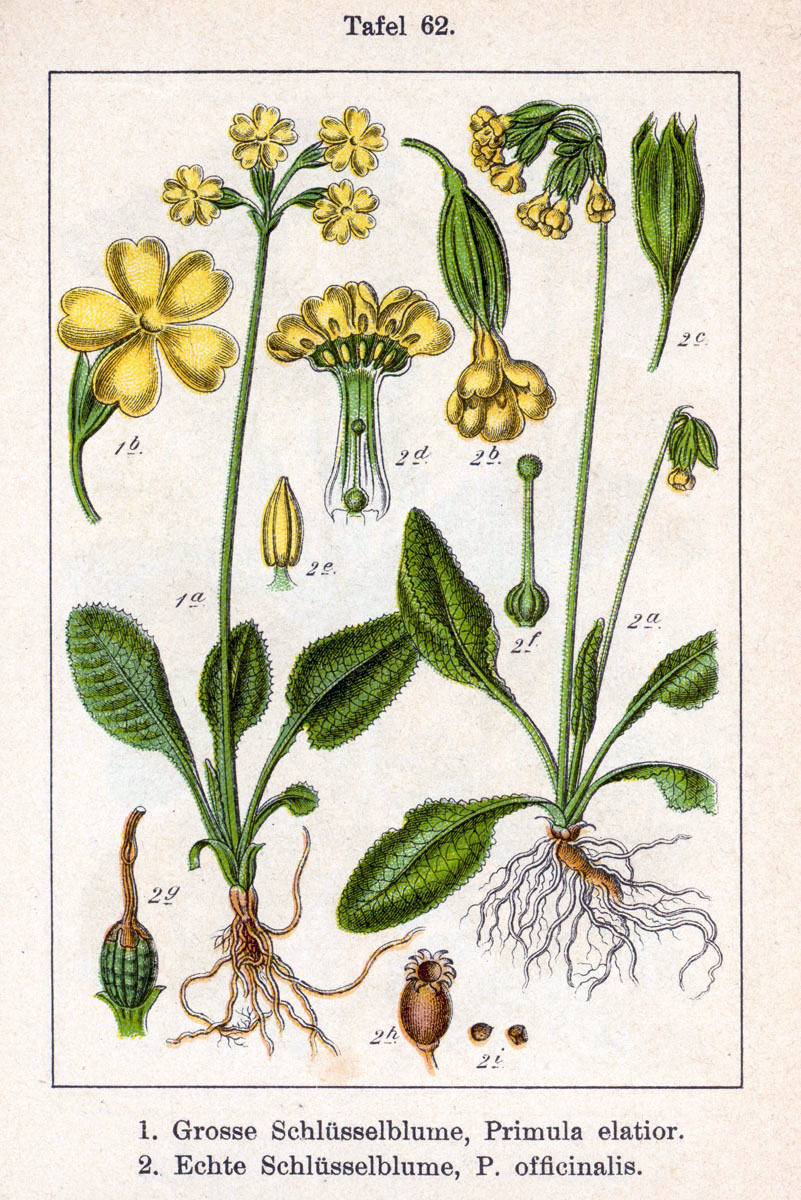
Morfologia (p. wyniosły 1 i p. lekarski 2)

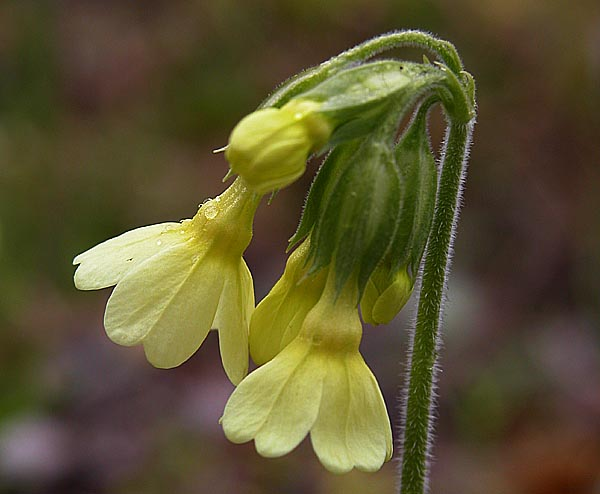
Kwiatostan

Pierwiosnek wyniosły, pierwiosnka wyniosła (Primula elatior (L.) Hill.) – gatunek rośliny należący do rodziny pierwiosnkowatych. Rośnie dziko głównie w górach (od Pirenejów i Alp po Ural i Ałtaj). W Polsce jest pospolity w Sudetach i Karpatach, na niżu jest rzadki. Rozproszone stanowiska znajdują się w Wielkopolsce i na Lubelszczyźnie.

## Morfologia
ŁodygaGłąbik o wysokości 15–30 cm, pokryty krótkimi, białymi, kędzierzawymi włoskami.
LiścieZebrane w przyziemną rozetę liściową. U nasady z oskrzydlonym ogonkiem. Blaszka podłużnie jajowata, pomarszczona z wierzchu i karbowana na brzegach, omszona po obu stronach.
KwiatyZebrane w podbaldach na szczycie głąbika. Kielich obcisły – nie odstaje od rurki korony, jest ostrokanciasty i dwubarwny – zielony na kantach i białawy między nimi; działki na końcu kielicha lancetowate, zaostrzone. Korona bladożółta z pomarańczowym pierścieniem w gardzieli, z płatkami o płaskim brzegu, o średnicy ok. 2 cm.
OwoceWielonasienna torebka dłuższa niż kielich z nasionami o długości ok. 1,5 mm.
Gatunek podobnyPierwiosnek lekarski Primula veris różni się złocistożółtymi kwiatami, kielichem luźno odstającym od rurki korony, w całości bladozielonym, torebką krótszą od kielicha. Liście mają ogonek krótszy od blaszki.

## Biologia i ekologia
Bylina, hemikryptofit. Kwitnie od kwietnia do maja, czasem do lipca. Kwiaty są różnosłupkowe co utrudnia samozapylenie – w jednych kwiatach wyżej sięga znamię słupka, a pręciki są krótsze, w innych pręciki przewyższają znamię. Kwiaty zapylają trzmiele i motyle. Nasiona rozsiewane są za pomocą wiatru.
Liczba chromosomów 2n= 22.
Preferuje gleby przepuszczalne, wilgotne i gliniaste. Siedliskiem są lasy liściaste, zarośla i łąki. Gatunek charakterystyczny dla rzędu Fagetalia. Odmiana Primula elatior var. tatrica jest gatunkiem charakterystycznym dla klasy Betulo-Adenostyletea.

## Zagrożenia i ochrona
Roślina objęta jest w Polsce częściową ochroną gatunkową od 1957 roku na podstawie rozporządzeń wydawanych kolejno w latach: 1957, 1983, 1995, 2001, 2004, 2012 i 2014.
W południowej Polsce gatunek nie jest zagrożony. Zagrożone mogą być jedynie niektóre stanowiska, na których zbiera się go dla potrzeb przemysłu farmaceutycznego.

## Zmienność
Tworzy mieszańce z pierwiosnkiem bezłodygowym i p. lekarskim.
Wyróżnia się następujące podgatunki:
- Primula elatior subsp. elatior (syn. Primula veris var. elatior L.) – podgatunek typowy, występujący tylko w Europie, również w Polsce. W Tatrach występuje odmiana P. elatior var tatrica[3]. Istnieją też inne odmiany, m.in. var. acutidens, var. corcontica[3].
- Primula elatior subsp. leucophylla (Pax) Hesl. Harr. (syn.: Primula leucophylla Pax, Primula ruprechtii Kusn.[16]) – występuje tylko w Azji i Rumunii[16].
- Primula elatior subsp. pallasii (Lehm.) W.W.Sm. & Forrest – występuje w rejonie Kaukazu oraz w zachodniej i północnej Azji[17].

## Zastosowanie
Roślina ozdobna uprawiana w ogródkach, szczególnie w ogródkach skalnych. Uprawia się zarówno typową formę, jak i mieszańce z pierwiosnkiem lekarskim. Występują liczne odmiany uprawne. Najlepiej rośnie na gliniasto-próchnicznym podłożu, na zacienionym i wilgotnym stanowisku. Na zimę należy go lekko przykryć, np. gałęziami drzew iglastych.